# ベルト (音楽)
ベルトとは、特に女性ボーカルが中高音域で声量のある発声をすることによって得られる特殊な響きをもった声質、テクニックである。ジャンルとしてはR&Bの女性ボーカルなどによく見られる。ベルトで歌うことが出来る歌手を「ベルター」と呼ぶ。

## 概要
実声での発声を基本とするが胸声域ではなく頭声として発声する。その際裏声のように声帯を広げる発声ではなく薄く引き伸ばし閉鎖することを必要とする。しばしば高音域のロングトーンとして発声される。その際、「あ」や「お」「え」のように口を開く状態を必要とし、閉じたりすぼめた母音は不可能なようである。セリーヌ・ディオンやマライア・キャリー、ララ・ファビアン、ソヒャンなどがベルターとされ、高歌唱力の歌姫の条件のようにもしばしばみられる。

## 発声原理
生理学的にベルト発声法とされるものにはいくつもの説明があり、内視鏡による目視では声帯が短く、薄く引き伸ばされており、頭声の発声より声帯が波打つ面積が広く、声帯の端の部分まで波立つことが必要とされる。
- 息漏れを他の発声法にくらべ最小にする
- 胴体へつなぐ筋力を最大に
- 喉頭を安定させるため、頭から首の筋をつなげる
- 輪状軟骨を下に傾ける、それによって甲状腺を後ろへ下げる
- 喉頭（喉仏）が高い位置にあること
- 喉頭筋を鍛え、声帯に力を入れないこと
- 披裂喉頭蓋ヒダをせばめる